# Antonio López García
Antonio López García (Tomelloso, Ciudad Real, 6 de enero de 1936) es un pintor y escultor español, integrante del grupo de pintores realistas madrileños, entre los que se encontraba su esposa María Moreno.

## Biografía
Nació el 6 de enero de 1936 en Tomelloso, Ciudad Real. Fue el hijo mayor de un matrimonio de labradores acomodados cuya casa estaba situada en la calle Domecq. Su temprana vocación por el dibujo, así como la influencia de su tío, el pintor Antonio López Torres, conformaron su decisión de dedicarse a la pintura.
En 1949 se trasladó a Madrid para preparar su ingreso en la Academia de Bellas Artes de San Fernando, donde coincidió con diversos artistas, como Enrique Gran, Amalia Avia y Lucio Muñoz, con los que conformo lo que se ha venido a llamar «escuela madrileña». Permaneció en la academia entre 1950 y 1955. En 1955, becado por el Ministerio de Educación, viajó a Italia, donde conoció de primera mano la pintura italiana del Renacimiento. Sufrió una pequeña decepción al contemplar en vivo las obras maestras que solo conocía por reproducciones que hasta ese momento veneraba. A partir de ahí, comenzó a revalorizar la pintura clásica española, que tan bien conocerá, gracias a las frecuentes visitas al Museo del Prado, especialmente Diego Velázquez.
Tras terminar sus estudios, realizó sus primeras exposiciones individuales en 1957 y 1961 en Madrid, mientras trabajaba tanto en esta ciudad como en la localidad que lo vio nacer. En 1961 se casó con la también pintora María Moreno, unión de la que nacieron dos hijas, María (1962) y Carmen (1965), que heredaron su amor por la pintura. Desde este último año y hasta 1969 fue profesor encargado de la Cátedra de Preparatorio de Colorido en la Escuela de Bellas Artes de San Fernando.
En 1990, el director de cine Víctor Erice rodó El sol del membrillo, donde se recoge el proceso creativo del artista mientras pinta un membrillero del patio de su casa. En enero de 1993 fue nombrado miembro de número de la madrileña Real Academia de San Fernando, y en ese mismo año el Museo Reina Sofía le dedicó una exposición antológica.
En 2008, el Museo de Bellas Artes de Boston le dedicó una exposición monográfica. Además, su obra Madrid desde Torres Blancas alcanzó en una subasta de Christie's de Londres la cantidad de 1 918 000 £, la mayor pagada hasta ese momento por una obra de un artista español vivo.
En 2011, el Museo Thyssen-Bornemisza y el Museo de Bellas Artes de Bilbao le dedicaron sendas exposiciones temporales con obras de todas sus etapas, aunque mayoritariamente de su última producción.
En el año 2014 creó una gran expectación la entrega y presentación de uno de sus cuadros más ambiciosos, La familia de Juan Carlos I, cuya realización lo ocupó durante veinte años.

## Método de trabajo
Una obra nunca se acaba, sino que se llega al límite de las propias posibilidades.
Antonio López

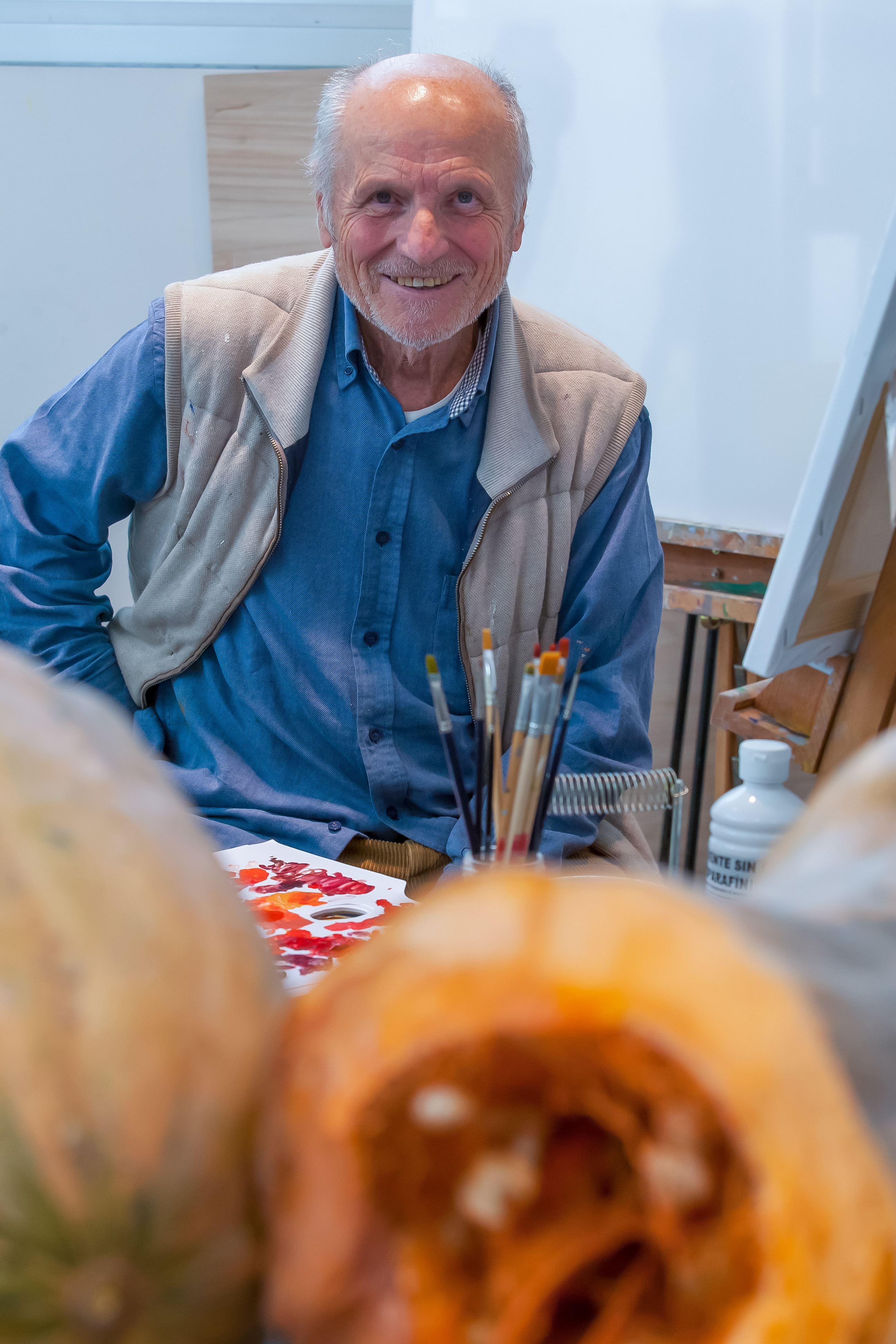
Antonio López en 2018

Con estas palabras Antonio López resume su particular modo de acercamiento al objeto a pintar. Sus cuadros se desarrollan a lo largo de varios años, décadas en ocasiones, con una realización lenta y meditada, hasta que el artista consigue plasmar la esencia del mismo en el lienzo.
El pintor busca entre la realidad que lo rodea aquellos aspectos cotidianos que él recoge con un tratamiento pleno de detalle, rozando lo fotográfico. Sus preferencias van desde las vistas de Madrid hasta los retratos de sus familiares, pasando por los objetos más cotidianos y cercanos. Utiliza el escáner y la impresión en 3D para las esculturas de gran volumen.
A lo largo de la mayor parte de su carrera artística, Antonio López ha desarrollado una obra independiente, en medio de un panorama artístico estructurado sobre el informalismo y la abstracción. Tampoco parece tarea fácil vincular la obra de López con las tendencias realistas europeas más recientes, o con el hiperrealismo americano, corriente de la que no se considera cercano.
En julio de 2021 continuó pintando unas vistas parciales de la céntrica plaza Puerta del Sol, de Madrid.

## Obras

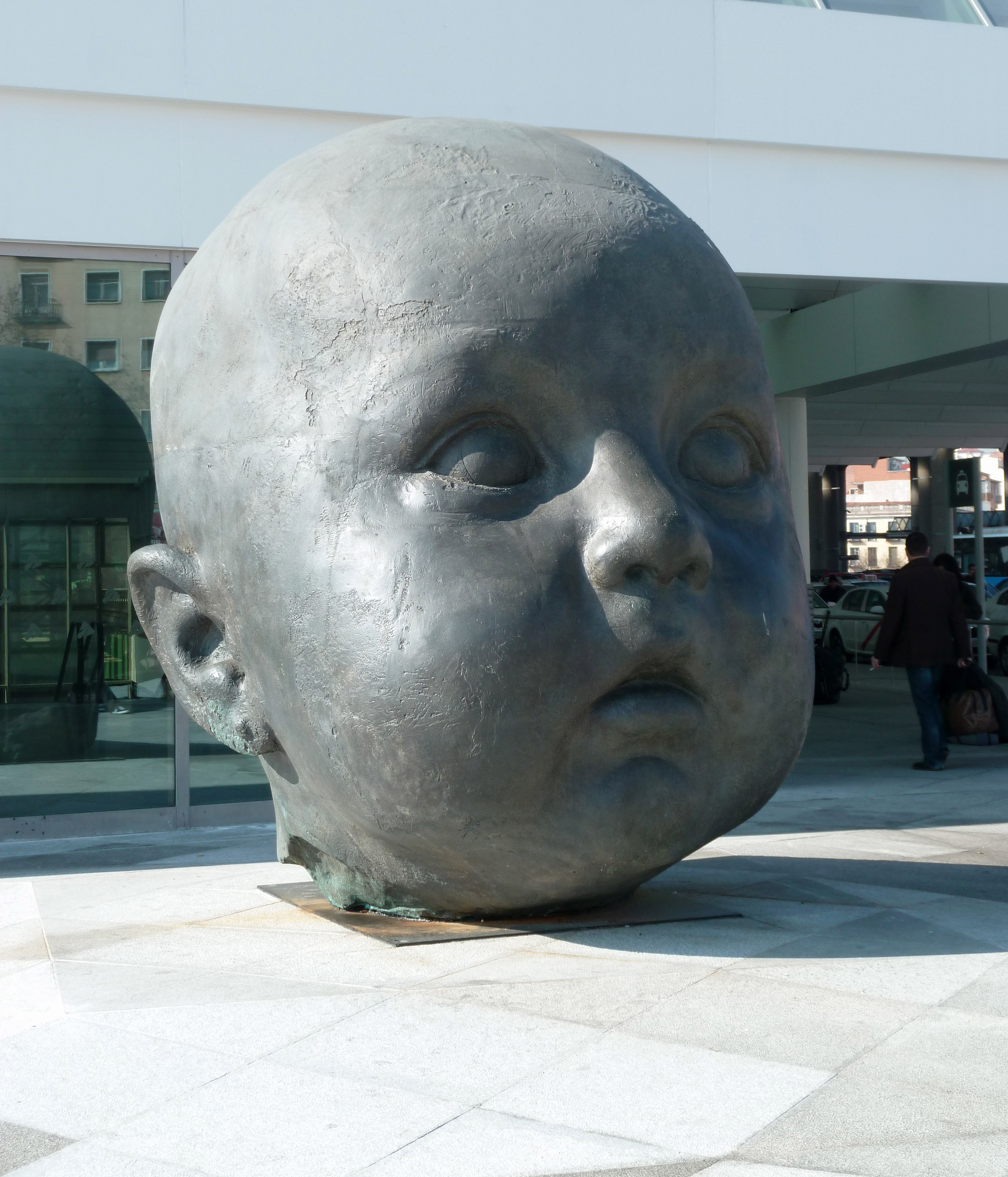
Día (2008). Estación de Atocha, Madrid.

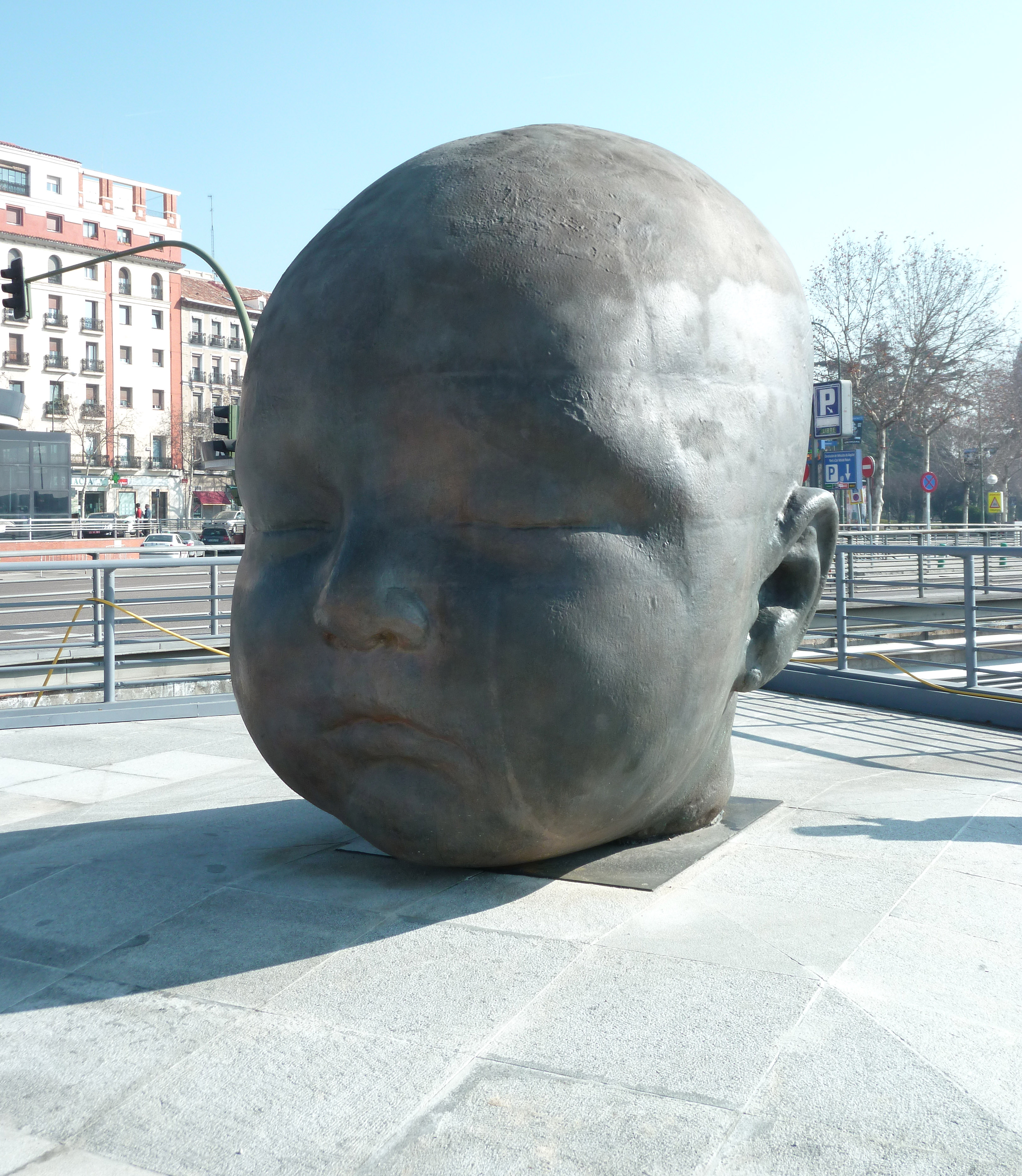
Noche (2008). Estación de Atocha, Madrid.

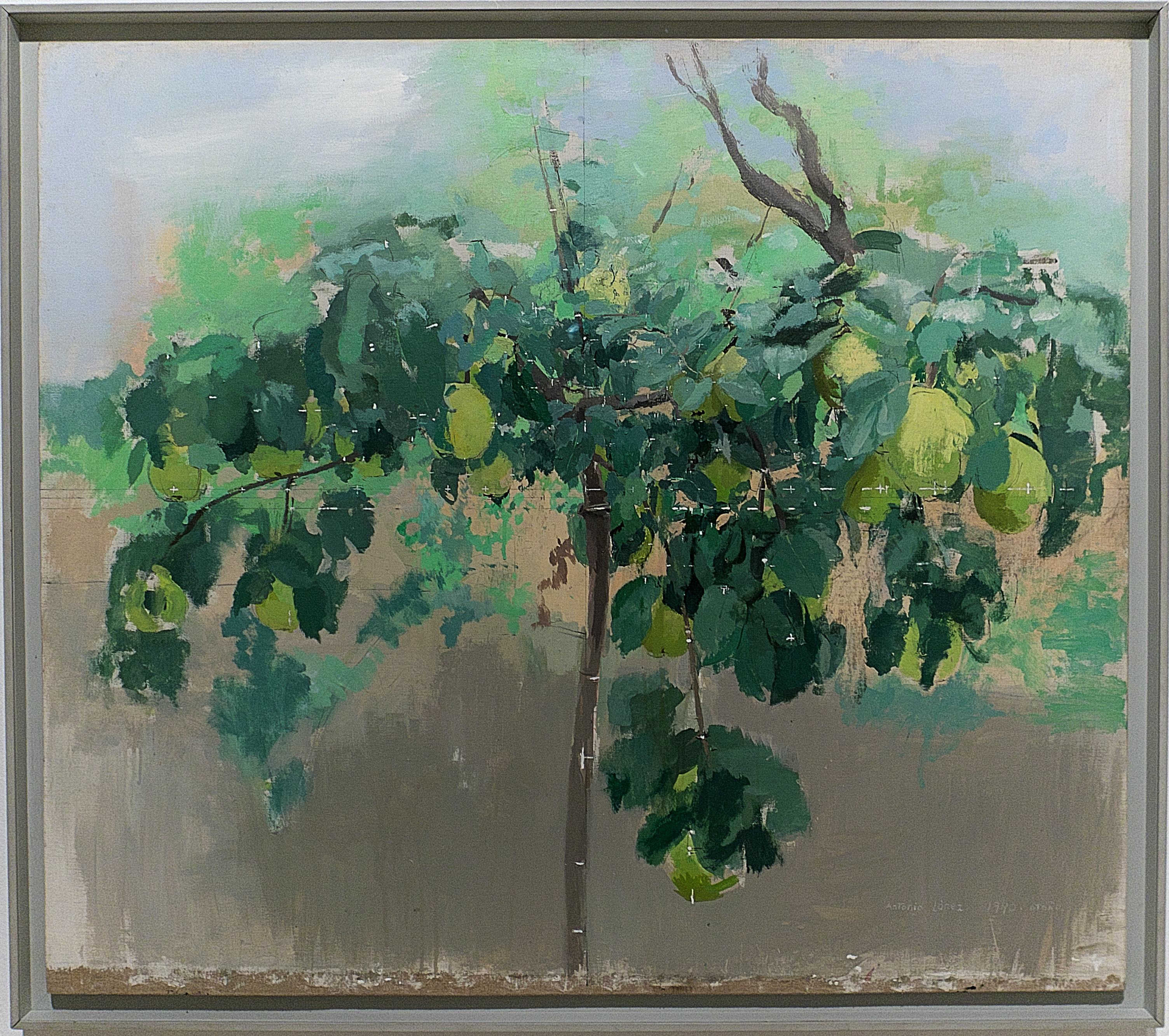
Membrillero. 1990

- 1953 - Desnudo y maniqui (óleo sobre lienzo, 124 × 104 cm)
- 1953 - Josefina leyendo
- 1954 - Mujeres mirando los aviones
- 1955 - Sinforoso y Josefa (óleo sobre tela, 62 × 88 cm)
- 1955 - La parra (óleo sobre tela, 48,5 × 48,5 cm)
- 1956 - Antonio y Carmen (óleo sobre tela, 60,5 × 83,5 cm)
- 1956 - Mis Padres (óleo sobre tela, 87,3 × 103,9 cm), Musée National d’Art Moderne, París[11]
- 1957 - La niña muerta (óleo sobre tela, 90 × 105 cm)
- 1959 - O Candeeiro (óleo sobre tabla, 100 × 130 cm)
- 1959 - Francisco Carretero y Antonio López Torres conversando (óleo sobre tabla, 70 × 96 cm)
- 1960 - Carmencita jugando (óleo sobre tela, 106,5 × 149,5 cm)
- 1960 - Carmencita de comunión (óleo sobre tabla, 100 × 81 cm)
- 1961 - Mari (óleo sobre tabla, 45 × 37 cm)
- 1961−1965 - Emilio y Angelines (óleo sobre tabla, 107,5 × 98,5 cm)
- 1961 - Calle de Santa Rita (óleo sobre tabla, 62 × 88,5 cm)
- 1961 - Josefa (litografía, 35 × 50 cm)
- 1961 - Mari (bronce 36,5 × 22,5 × 38 cm)
- 1962 - Mari en Embajadores (óleo sobre tabla, 80 × 75 cm)
- 1962−1963 - Madrid desde el Cerro del tío Pío (óleo sobre tabla, 101,5 × 129,5 cm)
- 1962−1990 - Terraza de Lucio (óleo sobre tabla, 130,5 × 201,5 cm)
- 1963 - La alacena (óleo sobre tabla, 200 × 100 cm)
- 1963 - La aparición (madera policromada 54,5 × 80 × 13,5 cm)
- 1963 - Mujer durmiendo (madera policromada 121 × 205 × 12 cm)
- 1964 - Atocha (óleo sobre tabla, 95 × 105 cm)
- 1964 - El Norte de Madrid visto desde "La Maliciosa" (óleo sobre tabla, 130 × 200 cm)
- 1965−1966 - El aparador (óleo sobre tabla, 244 × 127 cm)
- 1965−1970 - Madrid La Para u Observatorio (óleo sobre tabla, 122 × 244 cm)
- 1965−1985 - Madrid Sur (óleo sobre tela, 153 × 244 cm)
- 1965 - Vaso con flores y pared (óleo sobre tabla, 44 × 37 cm)
- 1965−1968 -  Carmencita (barro)
- 1966 - Los novios (óleo sobre tela, 120 × 104 cm)
- 1967 - Figura en una casa (óleo sobre tabla, 85 × 124 cm)
- 1967 - Lavabo y espejo (óleo sobre tabla, 98 × 83,5 cm)
- 1968−1990 - Hombre y Mujer (madera: hombre, 195 × 59 × 46 cm; mujer, 169 × 42,5 × 38 cm)
- 1969−1970 - Estudio con tres puertas (lápiz sobre papel, 98 × 113 cm)
- 1969 - El jardín de atrás (óleo sobre tabla, 86,5 × 100 cm)
- 1970 - La Luz eléctrica (óleo sobre papel, 122 × 100,5 cm)
- 1971 - Restos de comida (lápiz sobre papel, 42 × 54 cm)
- 1971−1972 - Cuarto en Tomelloso (lápiz sobre papel, 81 × 69 cm)
- 1972 - María (lápiz sobre papel, 70 × 53 cm)
- 1972 - Conejo desollado (óleo sobre tabla, 53 × 60,5 cm)
- 1972−1975 - Casa de Antonio López Torres (lápiz sobre papel, 82 × 68 cm)
- 1974−1981 - Gran Vía (óleo sobre tabla, 90,5 × 93,5 cm)
- 1976−1982 - Madrid visto desde Torres Blancas (óleo sobre tabla, 145 × 244 cm)
- 1977−1980 - Lirios y rosa (óleo sobre tabla, 66,5 × 66,5 cm)
- 1977−1990 - Gran Vía, clavel (óleo sobre tela sobre tabla, 119,5 × 124 cm)
- 1989 - Ciruelo (lápiz sobre papel, 73 × 87 cm)
- 1990 - Árbol de membrillo (lápiz sobre papel, 104 × 120 cm)
- 1990−1994 - El campo del Moro (óleo sobre tela sobre tabla, 190 × 245 cm)
- 1991−1994 - Nevera nueva (óleo sobre tela, 240 × 190 cm)
- 1987−1994 - Madrid desde Capitán Haya (óleo sobre tela sobre tabla, 184 × 124 cm)
- 1994 - Membrillos y calabazas (lápiz sobre papel, 75 × 90 cm)
- 1994−1995 - Calabazas (lápiz sobre papel, 72,7 × 90,8 cm)
- 2003 - Hombre (bronce, 200 × 60 × 40 cm)
- 1990−2004 - Afueras de Madrid desde el cerro Almodóvar (óleo sobre tela, 180 × 180 cm)
- 1997−2006 - Madrid desde la torre de bomberos de Vallecas (óleo sobre tela, 250 × 406 cm)
- 2010 - La mujer de Coslada (Bronce, 5 m de alto, 3000 kg de peso)
- 1994−2014 - La familia de Juan Carlos I (óleo sobre lienzo, 300 × 339,5 cm)

## Exposiciones
- 1951 Antonio López, Tomelloso, Ciudad Real
- 1957 Antonio López García y su tiempo, Ateneo de Madrid
- 1961 Antonio López García, Madrid, Galería Biosca
- 1965 Antonio López García. Paintings and Sculptures, Nueva York, Staempfli Gallery
- 1968 Antonio López García, Nueva York, Staempfli Gallery
- 1972 Antonio López García, Turín, Galleria Galatea
- Antonio López García, París, Galerie Claude Bernard
- 1985 Antonio López García, Museo de Albacete
- Antonio López, Europalia 85 España, Bruselas, Musée d'Art Moderne
- 1986 Antonio López García. Paintings, Sculptures and Drawings, Nueva York, Marlborough Gallery
- 1993 Antonio López. Pintura, escultura, dibujo. Exposición antológica, Madrid, Museo Nacional Centro de Arte Reina Sofía
- 1994 Antonio López, Proceso de un trabajo, Sevilla, Fundación FOCUS
- 2001 Antonio López. "Hombre y mujer", Madrid, Museo Nacional Centro de Arte Reina Sofía
- 2008 Antonio López García. Museo de Bellas Artes de Boston
- 2011 Antonio López. Museo Thyssen-Bornemisza, Madrid y Museo de Bellas Artes de Bilbao

## Premios y distinciones
- Premio Nacional de Arquitectura de España, junto al arquitecto Heliodoro Dols (1965)
- Premio Príncipe de Asturias de las Artes (1985)
- Premio Ciudad de Alcalá de las Artes y las Letras (2004)
- Premio Velázquez de Artes Plásticas (2006)
- Medalla de Oro de la ciudad de Madrid (2010)
- Doctor honoris causa por la Universidad de Navarra (nov 2011)
- Premio Príncipe de Viana de la Cultura (2012)
- Medalla Internacional de las Artes (2012).[12]
- Premio Raimundo de Fítero de la Asociación de Municipios del Campo de Calatrava (2012)[13]
- Doctor honoris causa por la Universidad de Murcia (enero de 2014)
- Premio Averroes de Oro por el Círculo Cultural Averroes (marzo de 2017)[14]